# Томуцешти (Алба)
Томуцешти (рум. Tomuțești) насеље је у Румунији у округу Алба у општини Ваду Моцилор. Oпштина се налази на надморској висини од 939 m.

## Становништво
Према подацима из 2002. године у насељу је живело 119 становника, од којих су сви румунске националности.